# 弗利 (意大利)
弗利（義大利語：Forlì）位于意大利北部艾米利亚-罗马涅大区，是弗利-切塞纳省的首府，面积228平方公里，人口118,652人。

## 歷史
古羅馬時代曾經是艾米利亞大道所途經的城鎮。中世紀後，被奧多亞塞和東哥德人所統治。至757年，被教皇國所併入。意大利統一後，成為艾米利亚-罗马涅大區一部分。

## 經濟
以工業為主，計有機械和金屬等等。帆船生產商Ferretti Group總部正在此城市。

## 景点

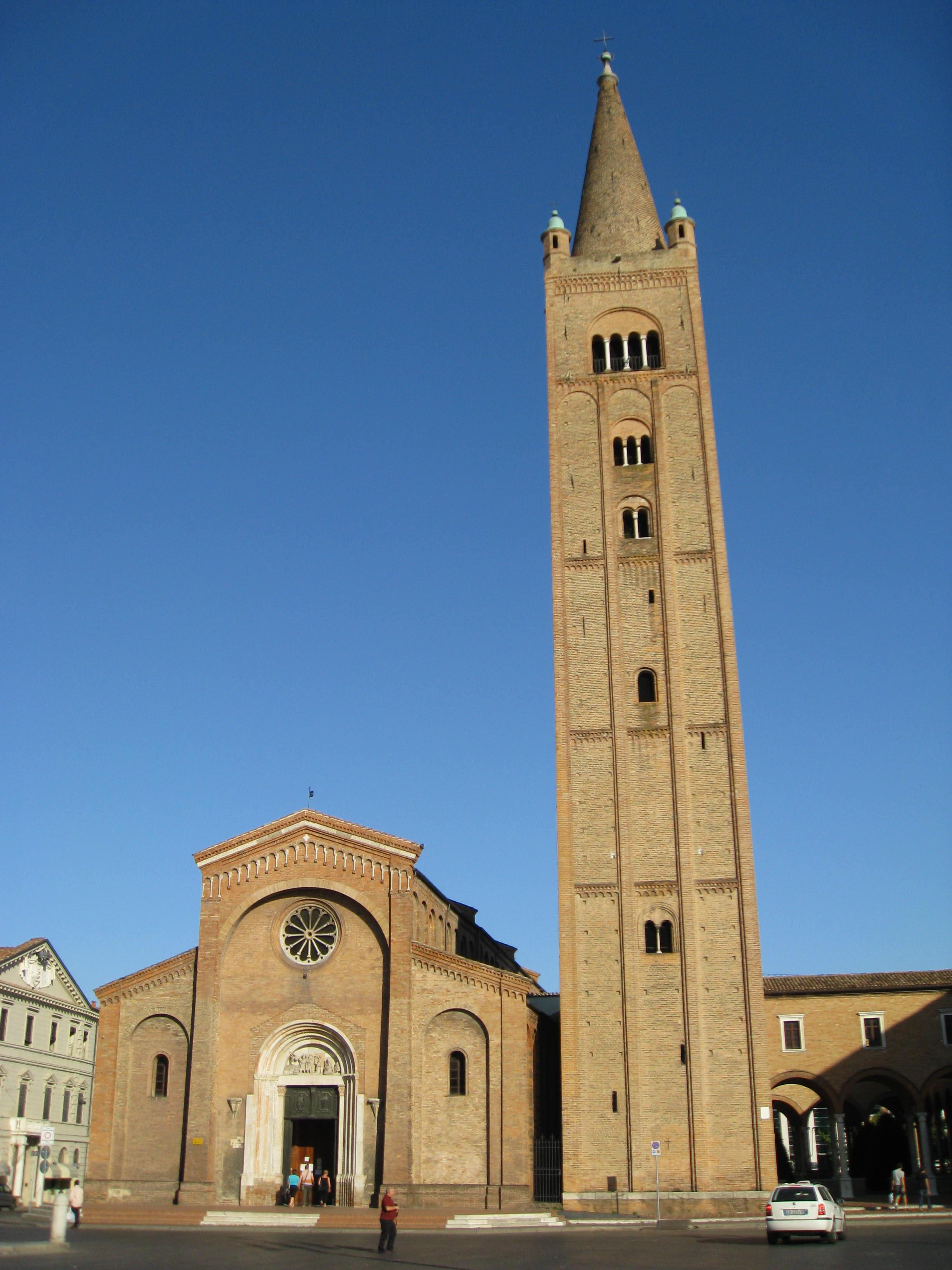
圣默丘里亚利斯修道院

弗利是各种建筑，艺术和历史意义的建筑的位置，其中包括壁画作为其装饰的一部分。在城市的心脏坐落着萨菲广场（Piazza Saffi），其中包括意大利政治家奥雷利奥·萨菲的雕像 –他是19世纪朱塞佩·马志尼领导的复兴运动中激进的共和派重要人物。萨菲广场上有圣默丘里亚利斯修道院（Abbey of San Mercuriale），以5世纪去世的该城主教圣默丘里亚利斯的名字命名，这是该市的主要宗教建筑；内有领主夫人芭芭拉·曼弗雷迪的坟墓。著名的道明会圣雅各伯宗徒堂（San Giacomo Apostolo），俗称圣道明堂（San Domenico），是一座中世纪晚期的教堂，建于13世纪，位于城南。
其他中世纪建筑包括拉瓦尔迪诺堡垒（Rocca di Ravaldino），在14世纪由奥德拉菲家族和吉尔·埃尔瓦雷斯·卡里略·德·阿尔博诺兹扩建，后来在15世纪又有扩建。
这座城市的赫科拉尼宫（Palazzo Hercolani），其装饰可追溯至19世纪，其中有意大利画家庞培·兰迪（Pompeo Randi）的作品《圣母与圣默丘里亚利斯、朝圣者等人》（La Beata Vergine del Fuoco con i Santi Mercuriale, Pellegrino, Marcolino e Valeriano）。执政官宫（Palazzo del Podestà）是一座市政建筑，壁画由阿道夫·德·卡罗利斯绘于20世纪。
弗利的绿色区域包括弗利抵抗公园（Parco della Resistenza in Forlì）和龙公园（Parco Dragoni），提供表演和运动场地。迭戈·法布里剧院（Teatro Diego Fabbri）是一家于2000年9月开业的剧院，

## 名人
- 梅洛佐·达福尔利：画家
- 弗拉维奥·比翁多：人类历史学家
- 杰罗尼莫·梅尔库里亚利：文学家、医生
- 乔瓦尼·巴蒂斯塔·莫尔加尼：解剖学家

## 友好城市
- 葡萄牙阿威罗
- 法国布尔日
- 英国奇切斯特
- 立陶宛埃莱克特雷奈
- 德国卡尔斯鲁厄
- 英国彼得伯勒
- 波兰普沃茨克
- 瑞典舍夫德
- 匈牙利索尔诺克
- 斯洛伐克布拉迪斯拉发